# 將軍族
《將軍族》是台灣作家陳映真寫於1964年的小說，是其早期較有代表性的作品。1999年入選行政院文化建設委員會「台灣文學經典三十」。

## 內容
小說描寫了大陸去台的康樂隊隊員三角臉和台灣少女小瘦丫頭的愛情悲劇。
三角臉近40歲了，是個從中華民國國軍退役的單身漢，在康樂隊裡吹鋼號混飯吃。小瘦丫頭只十五、六歲，台灣台東縣人，因家境貧窮，以新台幣2.5萬元的身價被賣為娼；她不甘墮落和受人凌辱，隻身逃到台北，參加了三角臉所在的康樂隊，在隊裡扮演跳舞的女小丑。共同的命運把他們緊緊地聯繫在—起，他們互相關心著，在康樂隊度過吉卜賽式的流浪生涯。三角臉年近四十，開始老邁；小瘦丫頭才十五、六歲，又瘦又小；所以其他男女青年隊員不願與他們交往嬉遊。這兩個命運相同的孤獨者常在一起排迢時光，儘管他們常在月下海濱流連忘返、相互撫慰，然而他們的關係透明無邪、晶瑩似水。
相處中，小瘦丫頭告訴三角臉，雖然她已逃了出來，但現在還必須回去，否則妹妹也要走上與她相同的道路。三角臉深知小瘦丫頭的迢迥後，問她如果有人借錢給她還債行不行；小瘦丫頭笑著說：“兩萬五呢，誰借給我？你嗎？”小瘦丫頭又說：“行呀！你借給我，我就做你的老婆。”戲言後，三角臉在第二天夜裡，悄悄地把自己全部退休金新台幣3萬元的存摺留在小瘦丫頭枕邊，然後離隊出走。
贖身錢未能把小瘦丫頭救出火坑：她再次被賣，還被胖子嫖客弄瞎了左眼。為了再見三角臉一面，小瘦丫頭頑強地活下來，並且千方百計尋找三角臉；她不完全是為了還他三萬元，而是要來還願。5年後，他們終於相見了，互相盡訴過離別情景後，又似當年相依相偎地歡樂一番；第二天，他們在蔗田自殺。人們發現，他們死得規規矩矩，十分威武，就像兩位大將軍。